# Allocreadium alloneotenicum
Allocreadium alloneotenicum är en plattmaskart. Allocreadium alloneotenicum ingår i släktet Allocreadium och familjen Allocreadiidae. Inga underarter finns listade i Catalogue of Life.